# Horcajo Medianero
Horcajo Medianero è un comune spagnolo di 331 abitanti situato nella comunità autonoma di Castiglia e León.